# Phreatia brachyphyton
Phreatia brachyphyton är en orkidéart som beskrevs av Rudolf Schlechter. Phreatia brachyphyton ingår i släktet Phreatia och familjen orkidéer. Inga underarter finns listade i Catalogue of Life.